# 柿木産業
有限会社柿木産業（かきのきさんぎょう）は、島根県鹿足郡吉賀町に本社を置くバス事業者である。国鉄バス岩益線の廃止代替路線を運行している。

## 路線
旧・国鉄バス岩益線の一部区間の代替バスである。
- 柿木-木部谷口-中間-口屋橋